# Ray Mercer
Raymond Anthony Mercer (Jacksonville, 4 april 1961) is een Amerikaans voormalig bokser.

## Carrière
Mercer behaalde de gouden medaille op de Olympische Spelen van 1988 in de zwaargewichtklasse. In januari 1991 werd hij WBO-wereldkampioen zwaargewicht na het verslaan van de Italiaan Francesco Damiani door een knock-out in de 9e ronde. Hij heeft zijn titel verdedigd tegen Tommy Morrison door een technische knock-out in de vijfde ronde, maar stelde daarna zijn titel vacant om het op te kunnen nemen tegen voormalig kampioen Larry Holmes. Mercer verloor dit gevecht en leed hierdoor zijn eerste nederlaag. Gedurende zijn carrière vocht hij nog tegen gevierde tegenstanders zoals Evander Holyfield, Lennox Lewis en Volodymyr Klytsjko. 
Mercer heeft aan twee kickbokswedstrijden deelgenomen in de Japanse organisatie K-1. In juni 2004 verloor hij van Musashi op punten. In maart 2005 vocht hij tegen Remy Bonjasky en verloor door opgave na een hoge trap tegen het hoofd in de eerste ronde. 
In juni 2007 nam Mercer deel aan een mixed martial arts (MMA)-demonstratiegevecht tegen Kimbo Slice en verloor door middel van een verwurging (guillotine choke) in de eerste ronde. In juni 2009 vocht hij een professioneel MMA-wedstrijd tegen voormalig UFC-zwaargewicht kampioen Tim Sylvia en won middels een knock-out in de eerste ronde.